# Guillaume Bianchi
Guillaume Bianchi (Roma, 30 luglio 1997) è uno schermidore italiano, specializzato nel fioretto.

## Biografia
Nel 2019 Bianchi vince la medaglia d'argento individuale e l'oro a squadre alle XXX Universiade di Napoli. Nel 2022 conquista l'oro ai Mondiali del Cairo e agli Europei di Antalya nella gara a squadre di fioretto.
Il 18 giugno 2023 agli europei di Plovdiv vince il bronzo individuale perdendo in semifinale contro Filippo Macchi.
Il 21 giugno 2024 vince la medaglia di bronzo agli europei di Basilea insieme allo stesso Macchi, Tommaso Marini e Alessio Foconi.
Il 29 luglio successivo partecipa al torneo individuale dei Giochi olimpici di Parigi 2024, dove viene eliminato al minuto supplementare del quarto di finale contro lo statunitense Nick Itkin.
Il 4 Agosto alle Olimpiadi di Parigi 2024 vince la medaglia d'Argento nella gara a squadre, in finale Giappone 45 - Italia 36, insieme agli altri Fiorettisti Alessio Foconi, Filippo Macchi e Tommaso Marini.

## Palmarès

### Risultati élite
In carriera ha ottenuto i seguenti risultati:
Giochi olimpici
Individuale
A squadre
- Argento nel fioretto a Parigi 2024

Mondiali
Individuale
A squadre
- Oro nel fioretto a Il Cairo 2022
- Oro nel fioretto a Tbilisi 2025

Mondiali militari
Individuale
- Bronzo nel fioretto a Nancy 2018

A squadre
- Bronzo nel fioretto a Nancy 2018

Europei
Individuale
- Oro nel fioretto a Genova 2025
- Bronzo nel fioretto a Plodvid 2023

A squadre
- Oro nel fioretto ad Adalia 2022
- Oro nel fioretto a Genova 2025
- Bronzo nel fioretto a Basilea 2024

Universiadi
Individuale
- Argento nel fioretto a Napoli 2019

A squadre
- Oro nel fioretto a Napoli 2019
- Bronzo nel fioretto a Taipei 2017

Campionati italiani assoluti
Individuale
- Oro nel fioretto a Piacenza 2025
- Argento nel fioretto a Cassino 2021

A squadre
- Oro nel fioretto a Palermo 2019
- Oro nel fioretto a Milano 2018
- Oro nel fioretto a Cagliari 2024
- Argento nel fioretto a Courmayeur 2022
- Argento nel fioretto a Gorizia 2017

### Risultati giovani
Mondiali giovani
Individuale
- Bronzo nel fioretto a Bourges 2016
- Bronzo nel fioretto a Plovdiv 2017

A squadre
- Argento nel fioretto a Bourges 2016

Mondiali cadetti
Individuale
- Bronzo nel fioretto a Plovdiv 2014

Europei Under-23
Individuale
- Bronzo nel fioretto a Plovdiv 2016
- Bronzo nel fioretto a Plovdiv 2019

A squadre
- Oro nel fioretto a Vicenza 2015
- Oro nel fioretto a Plovdiv 2016
- Oro nel fioretto a Minsk 2017
- Oro nel fioretto a Erevan 2018
- Oro nel fioretto a Plovdiv 2019

Europei giovani
Individuale
- Oro nel fioretto a Plovdiv 2017

A squadre
- Argento nel fioretto a Novi Sad 2016
- Argento nel fioretto a Plovdiv 2017

Europei cadetti
Individuale
A squadre
- Oro nel fioretto a Gerusalemme 2014